# Contigny
Contigny – miejscowość i gmina we Francji, w regionie Owernia-Rodan-Alpy, w departamencie Allier.

## Demografia
Według danych na rok 1990 gminę zamieszkiwały 542 osoby, a gęstość zaludnienia wynosiła 30 osób/km². W styczniu 2015 r. Contigny zamieszkiwały 634 osoby, przy gęstości zaludnienia wynoszącej 35,1 osób/km².